# Исмаилова, Тукезбан Магеррам кызы
Тукезбан Магеррам кызы Исмаилова (азерб. Tükəzban Məhərrəm qızı İsmayılova; 21 декабря 1923, Баку — 24 марта 2008, Баку) — певица, ханенде. Народная артистка Азербайджана (1993).

## Биография
Родилась 21 декабря 1923 года в Баку. В 1939—1944 годах обучалась в музыкальном техникуме им. А. Зейналлы.
Начала трудовую деятельность в 1944 году в Гостелерадио Азербайджана в качестве певицы. В 1948—1956 годах —солистка государственной филармонии. С 1956 года работала в организации «Азербайджанская государственная эстрада». С 1962 — вновь солистка государственной филармонии. 
С 1978 года — солистка объединения «Азконцерт». В 1985 году начала педагогическую деятельность.
Ею были мастерски исполнены различные мугамы — «Гатар», «Харидж сегях», «Шахназ» и другие.

## Награды
- Народная артистка Азербайджана (1993)

## Личная жизнь
Муж — Народный артист Азербайджана Габиб Байрамов. Дочь — Народная артистка Азербайджана Ильхама Гулиева

## Фильмография
- «Не та, так эта» (1956)
- «Пусть раздаётся голос хана» (Havalansın Xanın Səsi) (2001)
- «Поёт сердце» (Oxuyan Ürəkdir) (2003)

## Награды
- Медаль «За трудовое отличие» (1959)
- Заслуженная артистка Азербайджанской ССР (1967)
- Народная артистка Азербайджана (1993)
- Орден «Слава» (1998)
- Почётная стипендия Президента Азербайджана (2002)[4]